# Röhrsberg - Hasenwinkel - Mühlberg
Mit dem Namen Röhrsberg - Hasenwinkel - Mühlberg wurden auf Vorschlag des Thüringer Umweltministeriums schützenswerte Flächen im Landkreis Eichsfeld als ein Fauna-Flora-Habitat(FFH)-Gebiet zu einem Teil des europaweiten Systems besonderer Schutzgebiete „Natura 2000“, das die Erhaltung der biologischen Vielfalt zum Ziel hat. Begründet wurde die Schutzwürdigkeit mit der in der Landschaft vorkommenden naturnahen Buchenwälder, Kalkfelsen, Kalk-Halbtrockenrasen und Wacholderheiden sowie der für Fledermausarten wertvollen Habitate.

## Lage

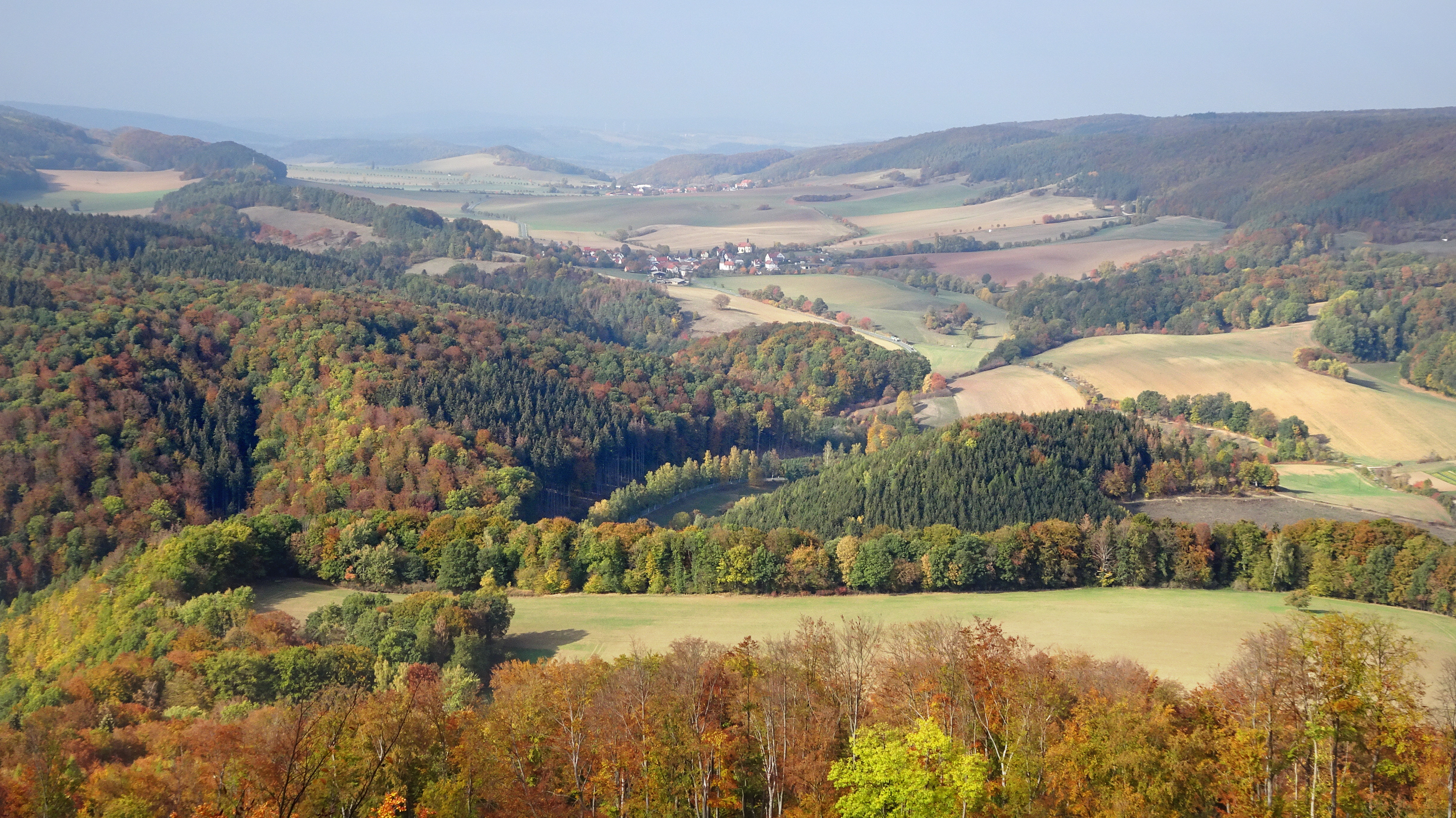
Fretterode und Bereiche des FFH-Gebiets vom Vatteröder Stein aus gesehen

Das FFH-Gebiet liegt auf einer Höhe zwischen rund 250 m am Mühlberg und 370 m am Röhrsberg. Es erstreckt sich nahe der Landesgrenze zu Hessen im westlichen Bereich des Landkreises Eichsfeld, zwischen Gerbershausen und Röhrig im Norden sowie Wahlhausen und Asbach-Sickenberg im Süden. Zwischen den beiden beieinander liegenden, voneinander getrennten Teilen des Schutzgebiets befinden sich Fretterode und östlich angrenzend Dietzenrode-Vatterode. Zu dem nordöstlichen Teilbereich gehören Flächen am Röhrsberg, einem Härtling aus Wellenkalk. Ihm gegenüber, im südwestlichen Teilbereich liegt der Hasenwinkel. Sein rund drei Kilometer langer, kammartiger Zechsteinrücken mit teilweise steilen Böschungen auf beiden Seiten folgt der westlichen Randverwerfung einer Grabensenke. Südlich an den Hasenwinkel schließen sich die Waldgebiete des Höhbergs, einem südlichen Ausläufer des Höhebergs, der als Buntsandsteinrücken aus der Landschaft ragt und der Mühlberg bei Wahlhausen an. Administrativ liegen die Flächen des Schutzgebiets in Ortsteilen der Landgemeinde Uder und in Gemeinden der Verwaltungsgemeinschaft Hanstein-Rusteberg.
Nach der naturräumlichen Gliederung Deutschlands, die auf der Geografischen Landesaufnahme des Instituts für Landeskunde Bad Godesberg basiert, gehört der Röhrsberg zu dem Kalteneberer Stufenrandbereich (483.20) des Westlichen Obereichsfelds (483.2), an den südöstlich die Weidenbach-Mackenröder Senke (483.11) grenzt. Sie werden den Nordwestlichen Randplatten des Thüringer Beckens (483) zugerechnet. Der Hasenwinkel liegt innerhalb der Fretteröder Keupersenke (358.7) die nach Westen und Süden in den Höheberg (358.6) ansteigt. Der südlichste Teil des FFH-Gebiets befindet sich im Grenzbereich zu den Lindewera-Werleshäuser Schlingen (358.32) und der Allendorfer Weitung (358.31) im Sooden-Allendorfer Werratal (358.3). Sie sind Einheiten des Unteren Werraberglands (358) in der Haupteinheitengruppe des Osthessischen Berglands.

Das innerthüringische, nur landesweit einteilende System der Landesanstalt für Umwelt und Geologie zählt das FFH-Gebiet zu der Einheit Werrabergland-Hörselberge (3.3) in der Landschaft Muschelkalk-Platten und -Bergländer.

## Lebensräume
Mit dem Ziel, den Zustand des FFH-Gebiets zu dokumentieren, zu bewerten und Maßnahmen zur Sicherung und Entwicklung der relevanten Lebensraumtypen (LRT) und Arten vorzuschlagen, sind die Flächen entsprechend des Natura-2000-Erlasses des Thüringer Ministeriums für Landwirtschaft, Forsten, Umwelt und Naturschutz nach einem modularen Prinzip untersucht worden. Die im Juli 2014 erstellte Beschreibung der Waldflächen durch den Fachbeitrag Wald koordinierte das Forstliche Forschungs- und Kompetenzzentrum von ThüringenForst in Gotha. Das „Offenland“ wurde zwischen Mai 2017 und November 2018 unter Federführung der Landesanstalt vom Fachbeitrag Offenland bearbeitet.
- Wälder

Das Fauna-Flora-Habitat-Gebiet besteht vorwiegend aus großflächigen Buchenwäldern, die mit 379 Hektar auf Buntsandstein und Muschelkalk wachsen. In ihnen ist die Rotbuche die dominierende Baumart. Der größte Teil des Waldes, etwa 40 Prozent, ist Laubmischwald, 21 Prozent gelten als reiner Laubwald, 18 Prozent als reiner Nadelwald und 21 Prozent als Mischwald.
Die Waldtypen Hainsimsen Buchenwald (LRT 9110) kommen auf 57,16, Waldmeister-Buchenwald (LRT 9130) auf 37,43 und Orchideen-Buchenwald (LRT 9150) auf 32,18 Hektar vor. Der Erhaltungszustand der Hainsimsen- und der Waldmeister-Buchenwälder wurde als „gut“ bewertet. Dagegen ist der Mitteleuropäische Orchideen-Kalk-Buchenwald in der Gesamtbewertung als „mittel bis schlecht“ benotet worden.
- Prioritäre Lebensräume

Bei den Kartierungen konnten unter den Lebensraumtypen des Offenlandes mit Magerrasen auf basischem Untergrund (LRT 6110*), Naturnahe Kalk-Trockenrasen mit orchideenreichen Beständen (LRT 6210*) und Kalktuffquellen (LRT 7220*) drei prioritäre (*) Lebensraumtypen erfasst werden. Sie besitzen einen besonders hohen Schutzstatus, weil sie als vom Verschwinden bedroht gelten und die Europäische Union eine besondere Verantwortung für ihre Erhaltung hat, da ihr Verbreitungsschwerpunkt in Europa liegt.
- Natürliches oder naturnahes Grasland

Mit etwa 24,3 Hektar auf 83 Einzelflächen sind die Anteile des Graslandes an den Flächen im FFH-Gebiet deutlich geringer als die Bereiche, auf denen Wälder wachsen. Größere zusammenhängende Flächen sind nur im Naturschutzgebiet Hasenwinkel und östlich von Fretterode am Fuß des Röhrsberges vorhanden. Zu dem Grünland gehören Wacholderbestände auf Zwergstrauchheiden oder Kalkrasen (LRT 5130), Kalk-(Halb-)Trockenrasen und ihre Verbuschungsstadien (LRT 6210) und Magere Flachland-Mähwiesen (LRT 5130). Als typisch für das Gebiet gelten „Komplexbildungen“. In engem räumlichem Zusammenhang wurden Halbtrockenrasen oder Wacholderheiden mit Halbtrockenrasen in Kombination mit eingebetteten Kalk-Felsen und kleinflächigen Kalk-Pionierrasen festgestellt.
- Nicht genutzte Lebensräume

Zu den Lebensräumen im Offenland, die nicht von einer Nutzung abhängig sind, gehören die im Gebiet hervortretenden Kalkfelsen (LRT 8210) und Silikat-Felsen (LRT 8220) mit ihrer Felsspaltenvegetation. Fließgewässer mit flutender Wasservegetation (LRT 3260) und Feuchte Hochstaudenfluren (LRT 6430) sowie die prioritären Kalk-Pionierrasen und die auf quelligen Flächen entstandenen Kalktuffquellen.

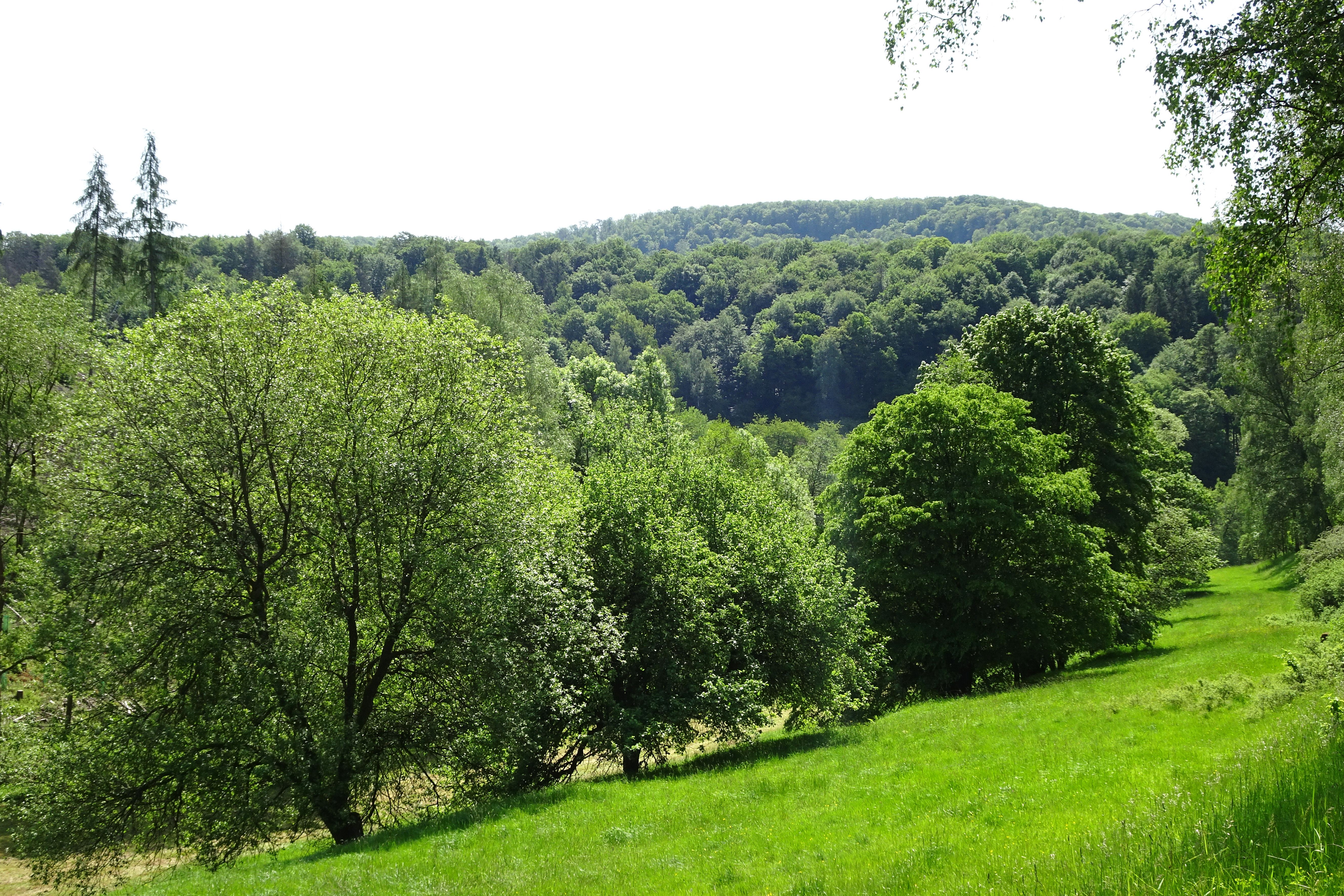
Waldbereich am Nordabfall des Höhberges
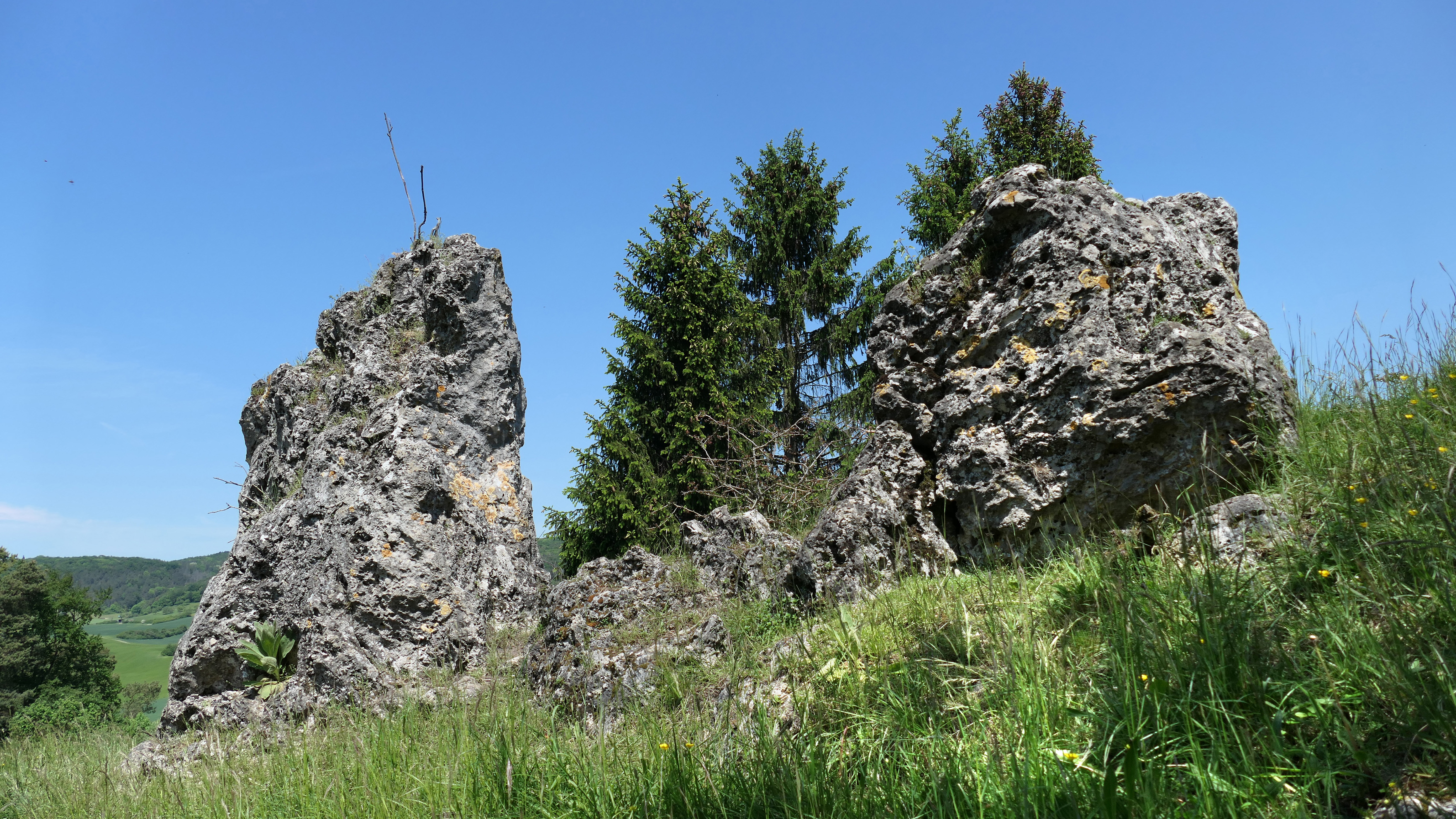
Dolomitfelsen auf dem Grat des Hasenwinkels
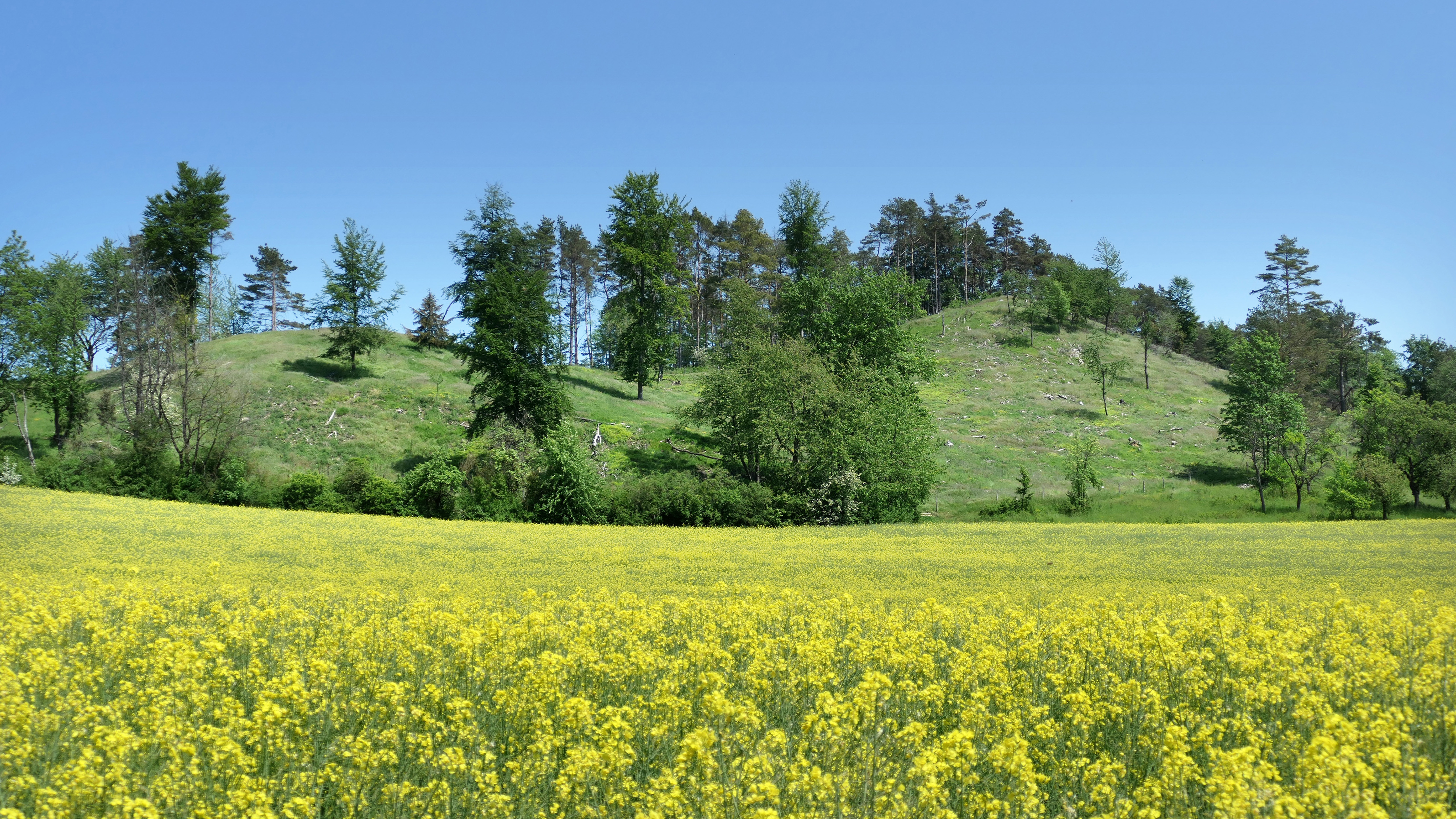
Halbtrockenrasen auf dem Hasenwinkel

## Fauna
- Fledermäuse

Mit ausschlaggebend für die Ausweisung als FFH-Gebiet waren die im Gebiet lebenden Fledermausarten Bechsteinfledermaus, Großes Mausohr und Kleine Hufeisennase. Die Bechsteinfledermaus und das Große Mausohr gehören zu den im Anhang II der FFH-Richtlinie genannten Arten von gemeinschaftlichem Interesse, für die nach den Gesetzen der Europäischen Union besondere Schutzgebiete eingerichtet werden müssen. Die Kleine Hufeisennase sowie die im Standarddatenbogen genannten Wasser- und Fransenfledermaus, Braunes und Graues Langohr werden im Anhang IV der FFH-Richtlinie aufgelistet und stehen europaweit unter Schutz, weil sie in ganz Europa gefährdet sind. Sie sind als „streng geschützte Arten“ in das Bundesnaturschutzgesetz übernommen worden.
- Vögel

Zu denen im Gebiet vorkommenden, als „wertgebend“ geltenden Vögeln gehören die im Standarddatenbogen aufgeführten Arten Schwarzspecht, Rotmilan und Neuntöter sowie die von der Thüringer Landesanstalt für Umwelt und Geologie (TLUG) ermittelten Wachtel, Schwarzkehlchen, Raufußkauz, Eisvogel, Wasseramsel, Mittel- und Grauspecht, Wendehals, Raubwürger und Turteltaube. Es sind Arten, für die nach Anhang I oder nach Artikel 4 Absatz 2 der Vogelschutzrichtlinie der Europäischen Union Schutzmaßnahmen erforderlich sind.
- Wirbellose

Zu den Lebewesen, die als Wirbellose bezeichnet werden, gehören die im Gebiet lebenden Tagfalter Großer Schillerfalter, Feuriger und Silberfleck-Perlmuttfalter, Goldene Acht die auch Posthörnchen genannt wird, Graubindiger Mohrenfalter auch unter dem Namen Waldteufel bekannt, Skabiosen-Scheckenfalter, Schlüsselblumen-Würfelfalter, Quendel-Ameisenbläuling oder auch Thymian-Ameisenbläuling genannt, Wachtelweizen- und Ehrenpreis-Scheckenfalter, Großer Perlmuttfalter, Geißklee-Bläuling und Kreuzdorn-Zipfelfalter.

Aus der Gruppe der Nachtfalter wurden Gelbgrüner Lappenspanner, Hauhechelspanner, Geißblatt-Kappeneule, Rotkopf-Wintereule, Birken-Gürtelpuppenspanner auch Weißer Ringfleckspanner genannt, Schwarzeck-Zahnspinner, Dottergelbes Flechtenbärchen, Gelbbrauner, Mönch und Eichen-Zahnspinner, Meldeneule und Weißdornspinner gesehen sowie die Widderchen Esparsetten- und Thymian-Widderchen und die Laufkäfer Körnerwarze und Kurzgewölbter Laufkäfer. Unter ihnen sind zahlreiche Rote-Liste-Arten, die bundesweit oder auf Landesebene als „gefährdet“ oder „stark gefährdet“ eingestuft werden oder in der Vorwarnliste stehen, weil ihre Bestände merklich zurückgegangen sind.

## Vegetation
Das FFH-Gebiet ist ein Wuchsort seltener Pflanzen und weist in einigen Bereichen einen außergewöhnlichen floristischen Reichtum auf. Als bemerkenswert gelten die Vorkommen thermophiler Arten in den Halbtrockenrasen des Hasenwinkels, die die lokalklimatischen Verhältnisse des Gebietes widerspiegeln. Zu den botanischen Besonderheiten zählen auch mehrere Orchideenarten, die im Rahmen der Arbeiten für den Managementplan in den Jahren 2017 und 2018 erfasst wurden, wie Fuchssches Knabenkraut, Große Händelwurz, Großes Zweiblatt, Braunroter Sitter und Grünliche Waldhyazinthe. Im Fachbeitrag Wald wurden auch die Orchideen Bienen- und Fliegen-Ragwurz, Stattliches Knabenkraut, Weiße Waldhyazinthe genannt sowie Weißes und Rotes Waldvöglein, Breitblättrige Stendelwurz, Purpur- und Geflecktes Knabenkraut.
Pflanzenarten, die im Gebiet wachsen und nicht im Anhang IV der Fauna-Flora-Habitat-Richtlinie als „streng zu schützen“ gelistet, jedoch in der Roten Liste Thüringens geführt werden, sind: Sommer-Adonisröschen, Braunstieliger Streifenfarn, Möhren-Haftdolde die auch Acker-Haftdolde genannt wird, Haarfarnähnliches Spaltzahnmoos, Gewöhnlicher und Deutscher Fransenenzian, Spießblättriges Tännelkraut, Kleiner Frauenspiegel, das Laubmoos Palustriella commutata, Acker-Hahnenfuß und Verschiedenschnabeliger Hain-Hahnenfuß.

## Unterschutzstellung

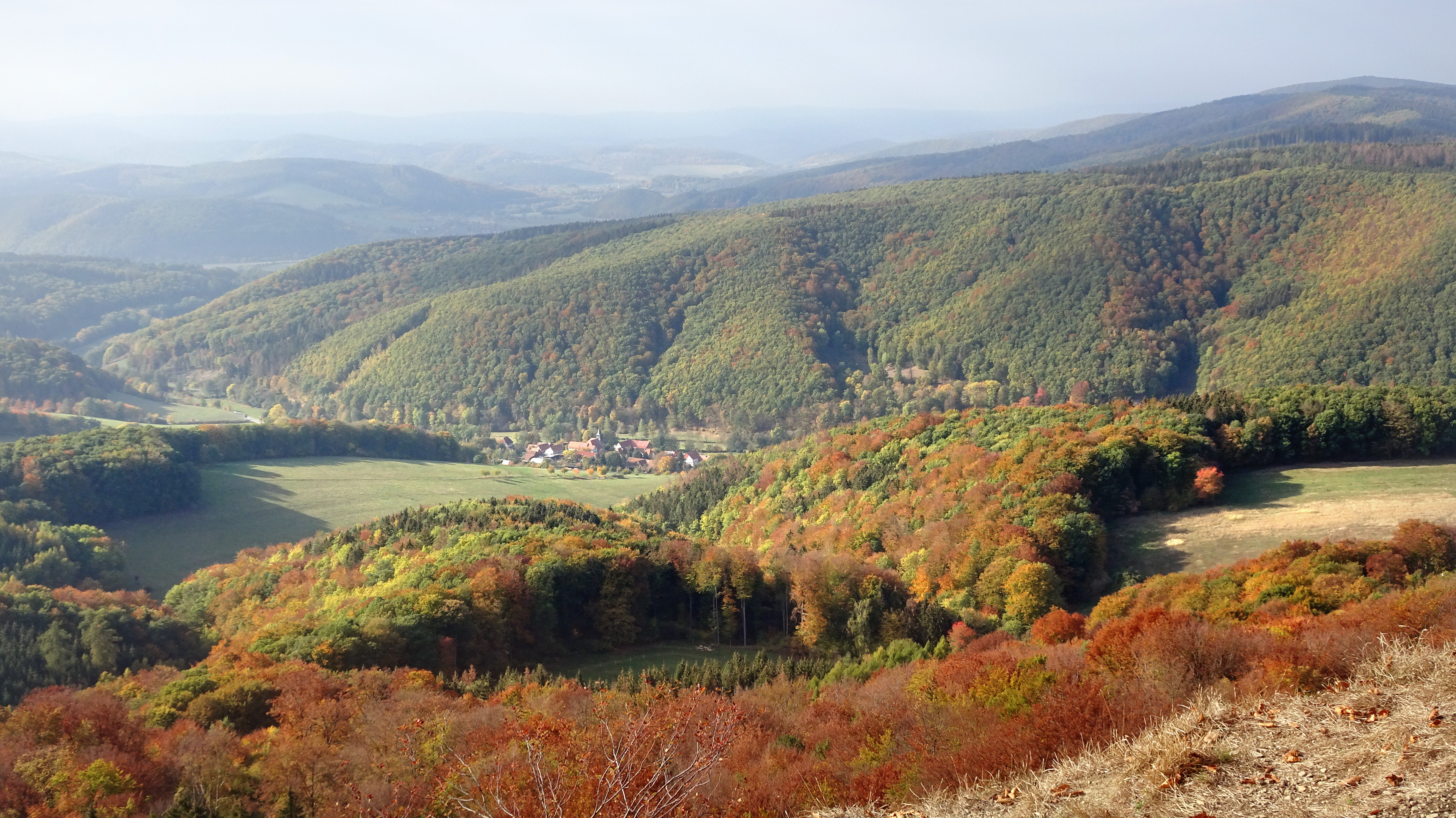
Blick von den Dietzenröder Klippen auf Dietzenrode, Höhberg und Mühlberg

Im Rahmen der Umsetzung der Fauna-Flora-Habitat-Richtlinie wurde im September 2000 der Bereich von dem Thüringer Umweltministerium für das europäische Schutzgebietssystem Natura 2000 vorgeschlagen und über das Bundesumweltministerium an die EU-Kommission gemeldet. Die Fauna-Flora-Habitatrichtlinie der Europäischen Gemeinschaft, die seit dem 5. Juni 1992 in Kraft ist und seit dem 1. Januar 2007 in konsolidierter Fassung vorliegt, hat die Sicherung der Artenvielfalt durch die Erhaltung der natürlichen Lebensräume sowie der wild lebenden Tiere und Pflanzen im europäischen Gebiet der Mitgliedstaaten zum Ziel. Nach der Bestätigung der Aufnahme im Dezember 2004 forderte die EU, neben dem Gebietsmanagement und dem damit verbundenen Monitoring, eine förmliche Schutzerklärung, die mit der „Thüringer Natura 2000-Erhaltungsziele-Verordnung“ vom 29. Mai 2008 erfolgte.
Als übergreifende Schutzzwecke wurden in der Verordnung die Erhaltung oder gegebenenfalls die Wiederherstellung der
- großflächigen strukturreichen Buchenwälder auf Buntsandstein und Muschelkalk mit Lebensräumen von Fledermausarten, darunter der Kleinen Hufeisennase und der Bechsteinfledermaus,
- des funktionalen Zusammenhanges mit dem Fledermausquartier „Wohnhaus Dietzenrode“,
- der Frischwiesen, Halbtrockenrasen und Wacholderheiden sowie
- der Sonderbiotope wie Dolomitfelsen und Kalktuffquellen in einem geologisch besonders vielfältigen Ausschnitt des Werraberglandes

festgelegt.

## Überlagerung mit Schutzgebieten
- Naturschutzgebiet Hasenwinkel bei Fretterode

Das FFH-Gebiet schließt den Hasenwinkel ein, der wegen seiner floristischen Besonderheiten bereits frühzeitig, um 1920, als erstes Gebiet im Eichsfeld unter Schutz gestellt wurde. Mit Verordnung vom 15. Juli 1939 des Preußischen Regierungspräsidenten in Erfurt ist der Hasenwinkel dann formal zum Naturschutzgebiet erklärt worden und stand damit unter dem Schutz des Reichsnaturschutzgesetzes. Zu dieser Zeit war er durch Jahrhunderte lange Beweidung mit Schafen weitgehend frei von Gehölzen und sein artenreicher Halbtrockenrasen auf dem felsigen Grat aus Dolomitgestein sollte mit der Unterschutzstellung erhalten bleiben. Das Naturschutzgebiet besitzt eine Größe von 6,2 Hektar, hat in Thüringen die Nummer 8 und den WDPA-Code 163549.
- Vogelschutzgebiet Werrabergland südwestlich Uder

Das FFH-Gebiet liegt vollständig in einem 8433 Hektar großen EU-Vogelschutzgebiet zu dessen Schutzobjekten Vogelarten gehören, die als besonders gefährdet gelten und für deren Schutz besondere Maßnahmen ergriffen werden müssen sowie einige regelmäßig auftretende Zugvogelarten. Erhaltungsziele sind hier der Schutz der Wälder als Lebensraum von Wespenbussard, Grau, Mittel- und Schwarzspecht, der Schutz der Offenlandhabitate als Lebensraum von Rot- und Schwarzmilan, Turteltaube, Neuntöter, Raubwürger, Wachtel und Waldschnepfe sowie der Schutz der Brutgebiete von Eisvogel und Uhu. Das Vogelschutzgebiet hat die landesinterne Nummer 12, die europäische Gebietsnummer 4626-420 und den WDPA-Code 555537539.
- Landschaftsschutzgebiet Obereichsfeld

Mit der Ausweisung im Jahr 2009 wurden zehn, teilweise sehr kleine Landschaftsteile in das Landschaftsschutzgebiet Obereichsfeld integriert. Das rund 38.000 Hektar große Gebiet umfasst Bereiche zwischen Heilbad Heiligenstadt, Dingelstädt, Struth, Heyerode und der Landesgrenze zu Hessen.
- Naturpark Eichsfeld-Hainich-Werratal

Die Flächen des 858 Quadratkilometer großen Naturparks wurden im März 1990 durch das Nationalparkprogramm der DDR einstweilig gesichert und mit der Thüringer Verordnung über den Naturpark Eichsfeld-Hainich-Werratal vom 7. Dezember 2011 verbindlich festgelegt. Mit einer Höhenlage zwischen 144 und 543 m erstreckt er sich entlang der Landesgrenze zu Hessen.

## Besucherhinweis
Das FFH-Gebiet kann über verschiedene Wirtschafts- und Wanderwege betreten werden. Das Naturschutzgebiet Hasenwinkel lässt sich über einen 2,3 km langen Rundweg erwandern. An ihm stehen Ruhebänke und Schautafeln informieren die Besucher über Lebensraumtypen, geologische Besonderheiten, Tier- und Pflanzenarten und das Pflegemanagement. Der Hasenwinkel ist auch ein Besuchspunkt der „Geologischen Route“ durch den Naturpark Eichsfeld-Hainich-Werratal, die Einblicke in die Erdgeschichte der Region bieten will.